# Ozyptila lugubris
Ozyptila lugubris (лат.) — вид пауков семейства Пауки-бокоходы (Thomisidae). Встречается в Евразии (Восточная Европа, Россия, Центральная Азия). Длина тела около 5 мм (длина самцов от 4,5 до 4,7 мм, самок от 5,5 до 8,7). Основная окраска самцов коричневая со светлыми отметинами (опистосома белая с красно-коричневым треугольным пятном), самки песочно-серые.
Голени первой пары ног вентрально с двумя парами шипов; волоски заострённые или булавовидные. Педипальпы самцов с тегулярным апофизом, эпигинум с чехлом. Первые две пары ног развернуты передними поверхностями вверх, заметно длиннее ног третьей и четвёртой пар. Паутину не плетут, жертву ловят своими видоизменёнными передними ногами.